# Tristão de Alencar Araripe

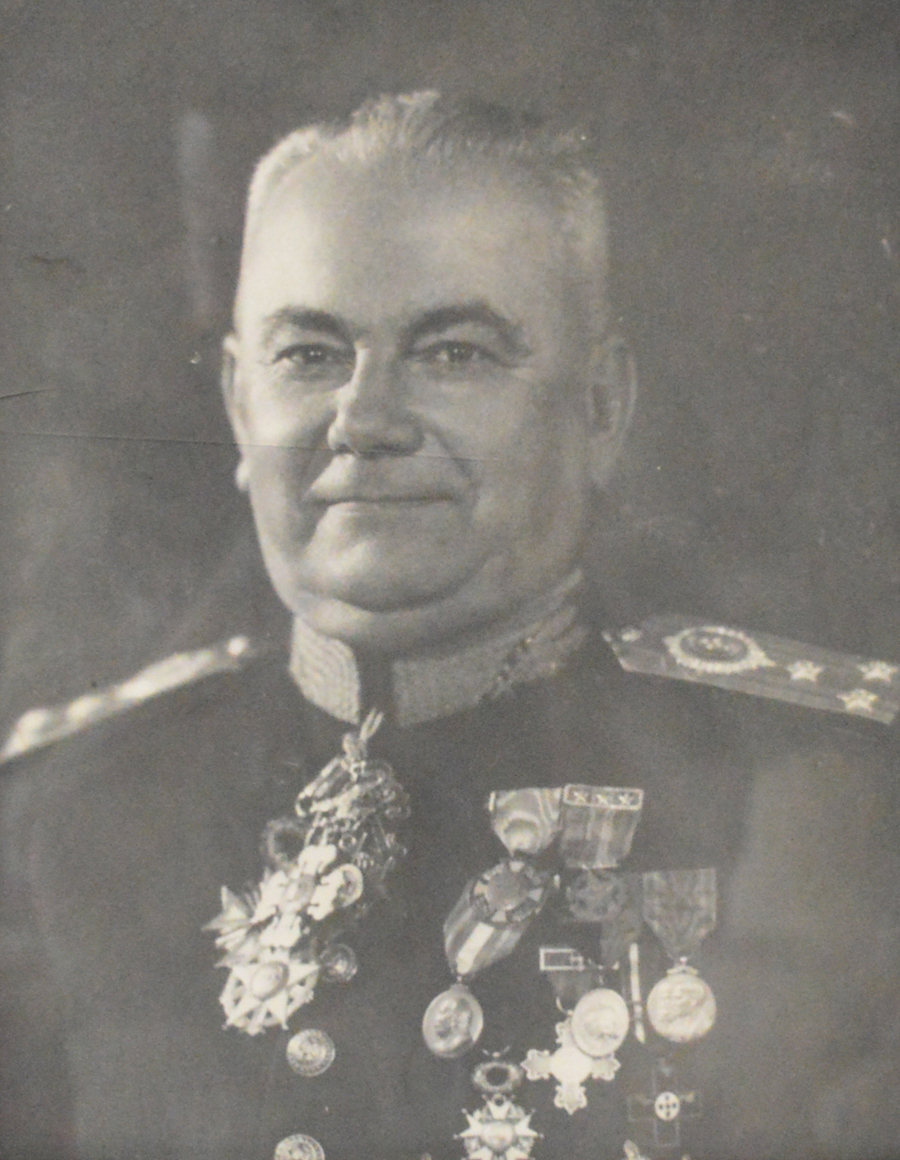
Tristão de Alencar Araripe

Tristão de Alencar Araripe (* 29. August 1894 in Conceição do Castelo, Espírito Santo; † 19. November 1969 in Rio de Janeiro) war ein brasilianischer Marschall.

## Leben
Alencar Araripe absolvierte eine Offiziersausbildung im Heer (Exército Brasileiro) der Streitkräfte (Forças Armadas do Brasil) und fand im Anschluss verschiedene Verwendungen als Offizier sowie Stabsoffizier. Nach seiner Beförderung zum Oberstleutnant am 23. Dezember 1937 wurde er 1938 Mitglied des Stabes der Generalstabsschule und 1940 zunächst in die Reserve versetzt. Nach seiner Beförderung zum Oberst am 25. Dezember 1940 war er zwischen 1941 und 1942 zum 13. Regiment abkommandiert und danach von 1942 und 1943 Kommandeur des 2. Regiments. Er war im Anschluss zwischen 1943 und 1944 Kommandeur der Streitkräfte im Bundesterritorium von Fernando de Noronha im Atlantischen Ozean sowie von 1944 bis 1945 Kommandeur der 4. Militärregion (4.ª Região Militar).
Am 27. April 1945 wurde Alencar Araripe zum Brigadegeneral befördert und fungierte zwischen 1946 und 1949 als Kommandant der Generalstabsschule (Escola do Estado Maior do Exército). Danach wurde er nach seiner Beförderung zum Generalmajor am 9. April 1949 Kommandeur der 5. Militärregion (5.ª Região Militar)  sowie der 5. Division und befand sich zwischen 1951 und 1952 zur besonderen Verfügung des Generalstabes. Am 23. Mai 1952 wurde er Mitglied des Obersten Militärtribunals (Superior Tribunal Militar), dem er bis zum 21. Dezember 1959 angehörte. Nachdem er vom 21. Dezember 1959 bis zum 3. Januar 1962 Präsident des Obersten Militärtribunals war, gehörte er zwischen dem 3. Januar 1962 und dem 9. September 1964 dem Superior Tribunal Militar wiederum als Mitglied an. 1964 schied er aus dem aktiven Militärdienst aus und erhielt den Dienstgrad eines Marschalls (Marechal do Exército Brasileiro).